# Jukka Tammi
Jukka Vilho Tapani Tammi (Tampere, 10 aprile 1962) è un ex hockeista su ghiaccio finlandese.

## Palmarès

### Olimpiadi
- Argento a Calgary 1988.
- Bronzo a Lillehammer 1994.
- Bronzo a Nagano 1998.